# Stazione di Bettola
La stazione di Bettola era la stazione ferroviaria che serviva l'omonimo centro abitato, capolinea meridionale della linea Piacenza-Bettola gestita dalla SIFT.
Insieme alle stazioni di Piacenza e Ponte dell'Olio era inserita nella categoria A e quindi dotata di bar e sale d'aspetto di prima e seconda classe.

## Storia
La stazione fu inaugurata insieme al resto della ferrovia il 21 aprile 1932, entrando però in funzione in sostituzione dell'analogo impianto terminale della tranvia Piacenza-Bettola solo il 27 settembre 1933 a causa delle difficoltà economiche della SIFT, risolte solo con l'intervento della Edison.
Il servizio, interrotto durante la seconda guerra mondiale, fu ripristinato nel 1947. Nel 1965 la commissione del Ministero dei trasporti per l'ammodernamento dei trasporti pubblici espresse parere favorevole alla soppressione della linea: iniziarono quindi due anni di battaglie da parte della popolazione dei paesi attraversati dalla linea, della provincia di Piacenza e dei sindacati per la salvaguardia della ferrovia; nonostante questo, dall'ottobre 1966 iniziarono le sostituzioni delle corse ferroviarie con autobus. La chiusura definitiva della stazione, nonché di tutta la ferrovia, avvenne il 30 aprile 1967.
Il fabbricato viaggiatori venne in seguito convertito ad edificio residenziale.

## Strutture e impianti
A differenza della vecchia stazione tranviaria, che era di testa, la stazione, nonostante Bettola fosse il capolinea della ferrovia, era di transito, in previsione di un allungamento della ferrovia fino a Ferriere e Chiavari, così come prevedeva il progetto iniziale del 1866 redatto dall'ingegner Della Cella.
La stazione era dotata di un deposito adatto al ricovero di un'elettromotrice e di un dormitorio per il personale.

## Servizi
La stazione disponeva di:
- Bar
- Sala d'attesa